# John O'Hanlon
John O'Hanlon (23 de abril de 1876 - 20 de febrero de 1960) fue un ajedrecista irlandés. Ganó el Campeonato Irlandés de Ajedrez nueve veces, el primer título en 1913 y el último en 1940. Compitió en la Olimpiada de Ajedrez tres veces, París en 1924, Varsovia en 1935 y Buenos Aires en 1939.

## Primeros años y vida familiar
John O'Hanlon nació el 23 de abril de 1876, Portadown, Condado de Armagh . O'Hanlon practicó muchos deportes en su juventud, compitiendo en eventos de natación y remo. Ganó trofeos como remero en regatas por toda Irlanda. O'Hanlon también era un fuerte nadador de larga distancia. Nadó la distancia entre Greenore y Warrenpoint muchas veces. Era dueño de dos tabernas y del Queen's Hotel en Portadown antes de mudarse a Dublín en 1929.
Su padre, Félix, nació en 1829, y su madre Rosa, nació en 1851. Tenía un hermano menor, William Joseph O'Hanlon, que nació en 1884. Félix era un comerciante de espíritus. Los O'Hanlon eran una familia adinerada, eran lo suficientemente ricos como para tener al menos una sirviente en su casa cuando O'Hanlon estaba creciendo, una de ellos se llamaba Teresa. Toda la familia sabía leer y escribir. O'Hanlon vivió en Portadown durante toda su infancia.
Su esposa, Catherine Veronica O'Hanlon, nació en 1885, y ambos vivieron en Portadown durante algún tiempo hasta que se mudaron a Dublín. O'Hanlon trabajó como comerciante de vinos y licores, así como también como jugador de ajedrez. En muchos artículos de noticias sobre O'Hanlon, su esposa solo se menciona una vez. El 10 de junio de 1922, O'Hanlon fue uno de varios cientos de personas arrestadas por el gobierno de Irlanda del Norte, por sospecha de ser miembro de una asociación o partido ilegal. Su esposa, Catherine, tuvo que escribir una declaración jurada en la que declaraba que fue arrestado el 10 de junio y que desde entonces había estado detenido sin que se presentaran cargos contra él. Catherine y John estuvieron casados durante 53 años antes de su muerte el 20 de febrero de 1960 en Dublín. No tenían hijos.

## Carrera de ajedrez
O'Hanlon ganó 9 veces el campeonato irlandés de ajedrez, el primer título en 1913 a la edad de 37 años y el último en 1940 a la edad de 64 años. Compitió en ajedrez en todo el mundo, pero principalmente en Europa. También jugó en campeonatos británicos entre otros, empató en los puestos 8-9 en Oxford en 1910 y 7-9 en Stratford-upon-Avon en 1925, ambos ganados por Henry Ernest Atkins . En otros torneos, compartió el primer lugar con Max Euwe en Broadstairs en 1921, ocupó el octavo lugar en el Congreso Internacional de Ajedrez de Hastings en 1921/22 (el cual ganó Boris Kostić ), empató del 1 al 3 con Marcel Duchamp y Vitaly Halberstadt en Hyères en 1928. y ocupó el puesto 12 en un torneo en Niza 1930 (el cual ganó Savielly Tartakower ).
O'Hanlon ganó los Juegos Tailteann en la segunda y tercera ocasiones, en 1928 y 1932. Jugó para Irlanda en las Olimpiadas de Ajedrez oficiales y no oficiales en París 1924, Varsovia 1935 y Buenos Aires 1939 . Justo después de la guerra, ganó un premio en el torneo de Zaandam en Holanda en 1946. En el momento de su fallecimiento, John O'Hanlon se estaba preparando y practicando sus técnicas con planes de regresar en julio siguiente.

## Legado

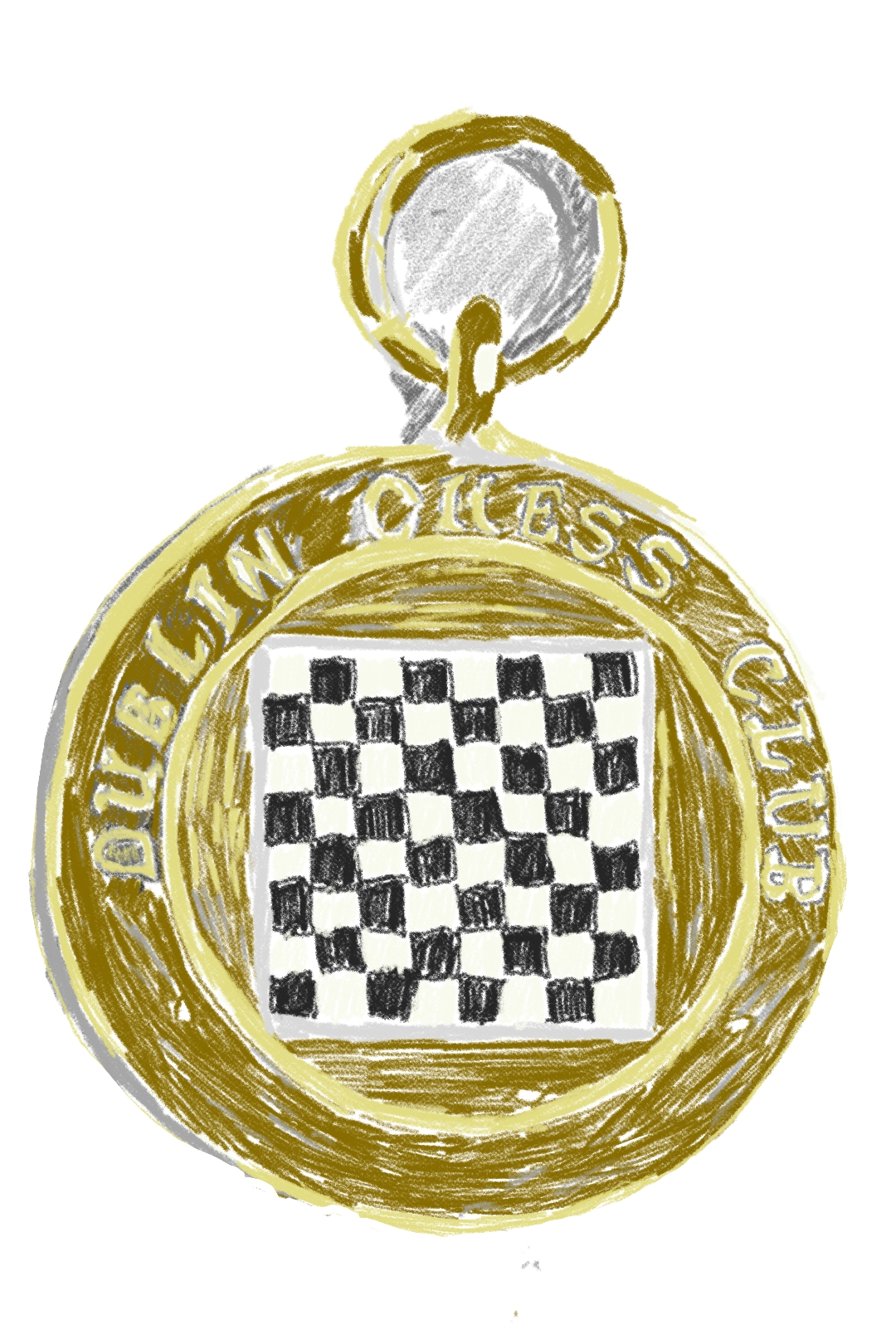
Una impresión de una medalla ganada por John O'Hanlon (1943)

Una colección de cuatro medallas ganadas por O'Hanlon fue vendida en una subasta por mil euros por los subastadores de Fonsie Mealy. El mismo lote se vendió en la subasta de Whytes por ochocientos cincuenta euros. Se dice que O'Hanlon era tan conocido en el mundo del ajedrez que, desde Moscú hasta Múnich, una revelación de la nacionalidad irlandesa provocaría la pregunta "¿Cómo está el Sr. O'Hanlon?" 

### La Copa O'Hanlon
La Copa O'Hanlon en la cuarta división de Leinster Chess Union lleva su nombre en su honor. En la década de 1960, un grupo de jugadores de ajedrez con discapacidad visual formó el O'Hanlon Chess Club en Dublín, compitieron en las Leinster Leagues, ganaron la O'Hanlon Cup y progresaron en las ligas, hasta 1967 cuando se disolvieron.

### Torneo conmemorativo de O'Hanlon
Durante varios años, el Dublin Chess Club, del que O'Hanlon ha sido miembro, fue sede del torneo O'Hanlon Memorial. En 1962, el O'Hanlon Memorial se llevó a cabo como parte de las celebraciones del Jubileo de Oro de la Unión Irlandesa de Ajedrez. Esta serie de cinco torneos en su memoria se jugaron en el Dublin Chess Club, donde había sido miembro. Se jugaron cinco torneos en honor a JJ O'Hanlon. Tuvieron lugar en el Dublin Chess Club. El primer torneo tuvo lugar en 1961 y el último concluyó en 1964,
| AÑO  | FECHAS |
| ---- | --- |
| 1960 | 31 agosto – 12 octubre |
| 1961 | 18 de septiembre – 13 de noviembre |
| 1962 | Un torneo internacional, organizado por la Unión Irlandesa de Ajedrez tuvo lugar en 1962. Este torneo se llamó ICU Golden Jubilee e incorporó el O'Hanlon Memorial. En septiembre del mismo año, el Dublin Chess Club organizó otro O'Hanlon Memorial. |
| 1963 | 2–30 de septiembre |
| 1964 | 20 octubre- 1 noviembre |

### La Copa O'Hanlon
La Copa O'Hanlon es el 4.º nivel de las Ligas de Leinster, fue desarrollada y está dirigida por Leinster Chess Union. La copa O'Hanlon era originalmente la tercera división, pero como resultado de la introducción del Trofeo Heidenfield en la segunda división, la Copa O'Hanlon se trasladó a la cuarta división. El trofeo de concesión y el título de la liga lleva el nombre de John James O'Hanlon. El trofeo se usó antes del comienzo de la liga, sin embargo, se usó como premio para el campeonato de ajedrez en Connacht, por parte de la Irish Chess Union. 